# 키바 (단체)

로고

키바 마이크로펀즈(영어: Kiva Microfunds)는 인터넷을 통해 소액 금융을 하는 단체로, 개발 도상국의 소규모 사업과 대출을 중개한다. Kiva는 스와힐리어로 인연과 합의라는 의미를 가진다. 기부가 아닌 비즈니스성을 가진 융자를 제공함으로써 지속적인 지원을 목표로 하고 있다.

## 같이 보기
- 마이크로크레딧